# 애슐리 젠슨
애슐리 젠슨(Ashley Jensen, 1969년 8월 10일 ~ )은 스코틀랜드의 배우이다.

## 출연 작품

### 영화
- 뒤죽박죽 (1999)
- 수탉과 황소 이야기 (2005)
- 크리스마스 스타! (2009, Nativity!)
- No Holds Bard (2009)
- 드래곤 길들이기 (2010) - 목소리
  - 드래곤 길들이기 3 (2019)
- 노미오와 줄리엣 (2011) - 목소리
- 아더 크리스마스 (2011)
- 히스테리아 (2011)
- 허당 해적단 (2012) - 목소리
- 스몰 타임 (2014, Small Time)
- 더 랍스터 (2015)
- 더 롱 미드나잇 오브 바니 톰슨 (2015, The Legend of Barney Thomson)
- 셜록 놈즈 (2018) - 목소리
- 레이디와 트램프 (2019) - 목소리 출연

### 텔레비전
- 더 빌 (1994, 1997)
- 이스트엔더스 (2000)
- 캐주얼티 (2004)
- 엑스트라즈 (2005-07)
- 어글리 베티 (2006-10)
- Accidentally on Purpose (2009-10)
- 더 이스케이프 아티스트(2013, The Escape Artist)
- 아가사 레이즌 (2014-현재, Agatha Raisin)
- 셰틀랜드 (2023-현재)